# Brutti, sporchi e cattivi
Brutti, sporchi e cattivi (título en español: Feos, sucios y malos) es una película de 1976, dirigida por Ettore Scola, con Nino Manfredi como actor principal.

## Argumento
Giacinto y cuatro generaciones más de su familia conviven en una misma chabola, casi veinte personas en total en una destartalada casa a las afueras de Roma. 
El egoísmo de todos los miembros de la familia define las relaciones entre ellos, que se encuentran inmersos en una serie de disputas por el dinero que custodia cuidadosamente Giacinto, de tacaña personalidad e igual de miserable que el resto de la familia. La historia narra la forma de ganarse la vida de los miembros de la familia, aunque también relata cómo algunos de ellos necesitan parte del dinero de Giacinto para poder subsistir.
La cinta logró que su director, Ettore Scola (‘Gente de Roma’), fuera premiado como Mejor Director en el Festival de Cannes, en la edición de 1976. Está protagonizada por los actores italianos Nino Manfredi (‘Una mujer y tres hombres’), Maria Luisa Santella (‘Macarroni’) y Francesco Anniballi (‘El solterón domado’).

## Reparto

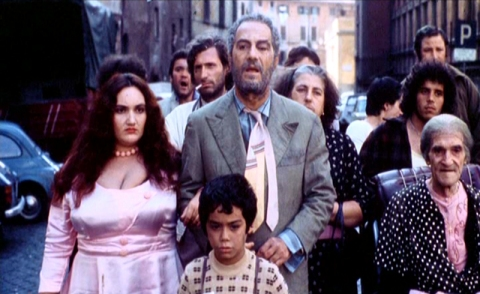
Maria Luisa Santella y Nino Manfredi
en un fotograma de la película

- Nino Manfredi: Giacinto
- Franco Merli: Fernando
- Maria Luisa Santella: Iside.
- Adriana Russo: Dora.
- Giselda Castrini: Lisetta.
- Francesco Annibali: Domizio.
- Alfredo D'Ippolito: Plinio.
- Ettore Garofolo: Camillo.

## Premios
- Premio al mejor director al Festival de Cannes.